# Venon (Isère)
Venon ist eine französische Gemeinde im Département Isère in der Region Auvergne-Rhône-Alpes mit 836 Einwohnern (Stand: 1. Januar 2022). Sie gehört zum Arrondissement Grenoble und zum Kanton Saint-Martin-d’Hères. Die Einwohner heißen Venonais.

## Geographie
Die Gemeinde Venon liegt auf einem Plateau über dem Isèretal, etwa fünf Kilometer ostsüdöstlich des Stadtzentrums von Grenoble. Umgeben wird Venon von seinen Nachbargemeinden Gières im Westen und Norden, Murianette im Nordosten und Osten sowie Saint-Martin-d’Uriage im Osten und Süden.

## Bevölkerungsentwicklung
| Jahr                       | 1962 | 1968 | 1975 | 1982 | 1990 | 1999 | 2006 | 2013 | 2021 |
| -------------------------- | ---- | ---- | ---- | ---- | ---- | ---- | ---- | ---- | ---- |
| Einwohner                  | 136  | 199  | 452  | 551  | 551  | 677  | 688  | 726  | 801  |
| Quellen: Cassini und INSEE |      |      |      |      |      |      |      |      |      |

## Sehenswürdigkeiten

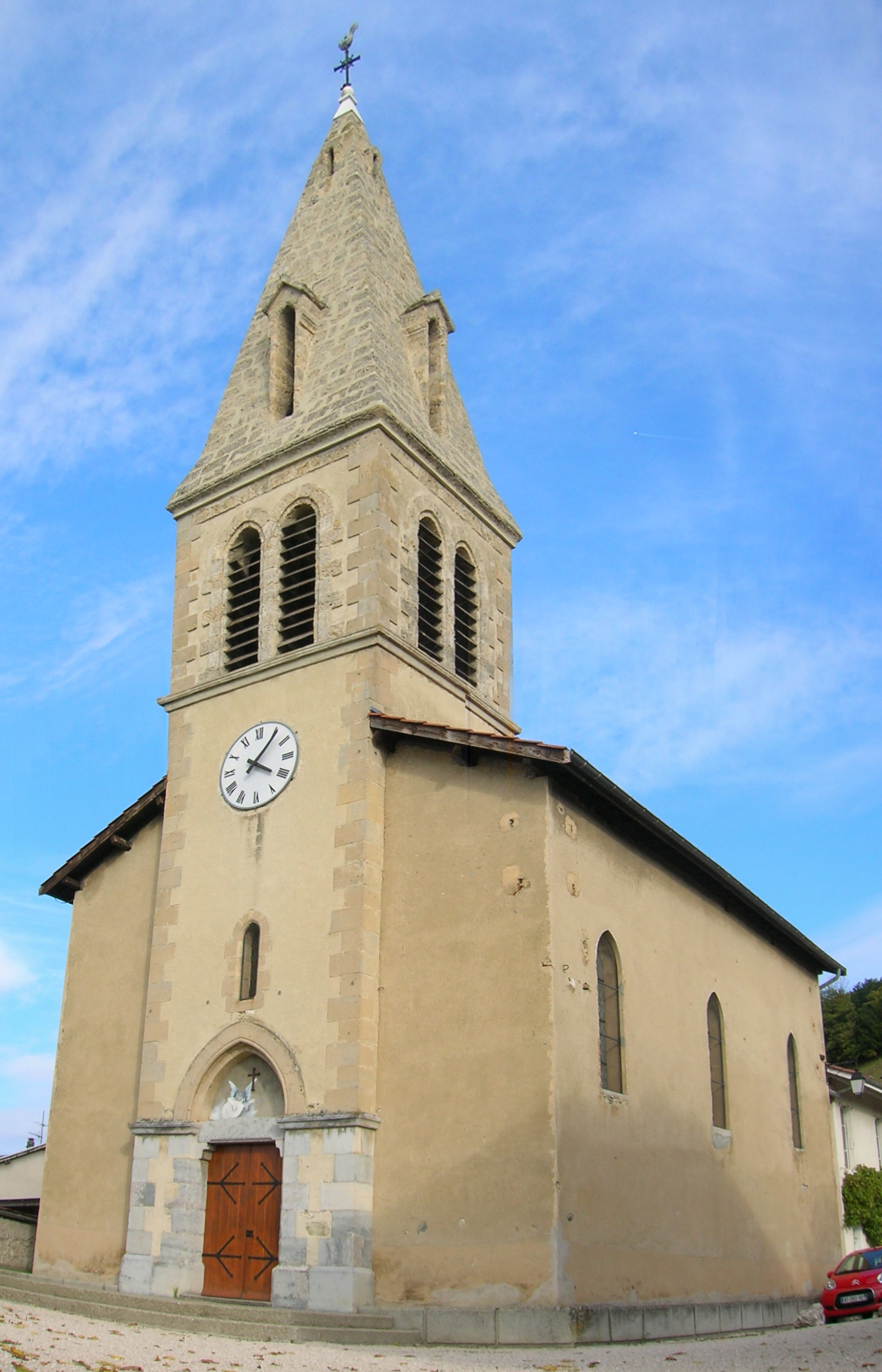
Kirche Saint-Christophe
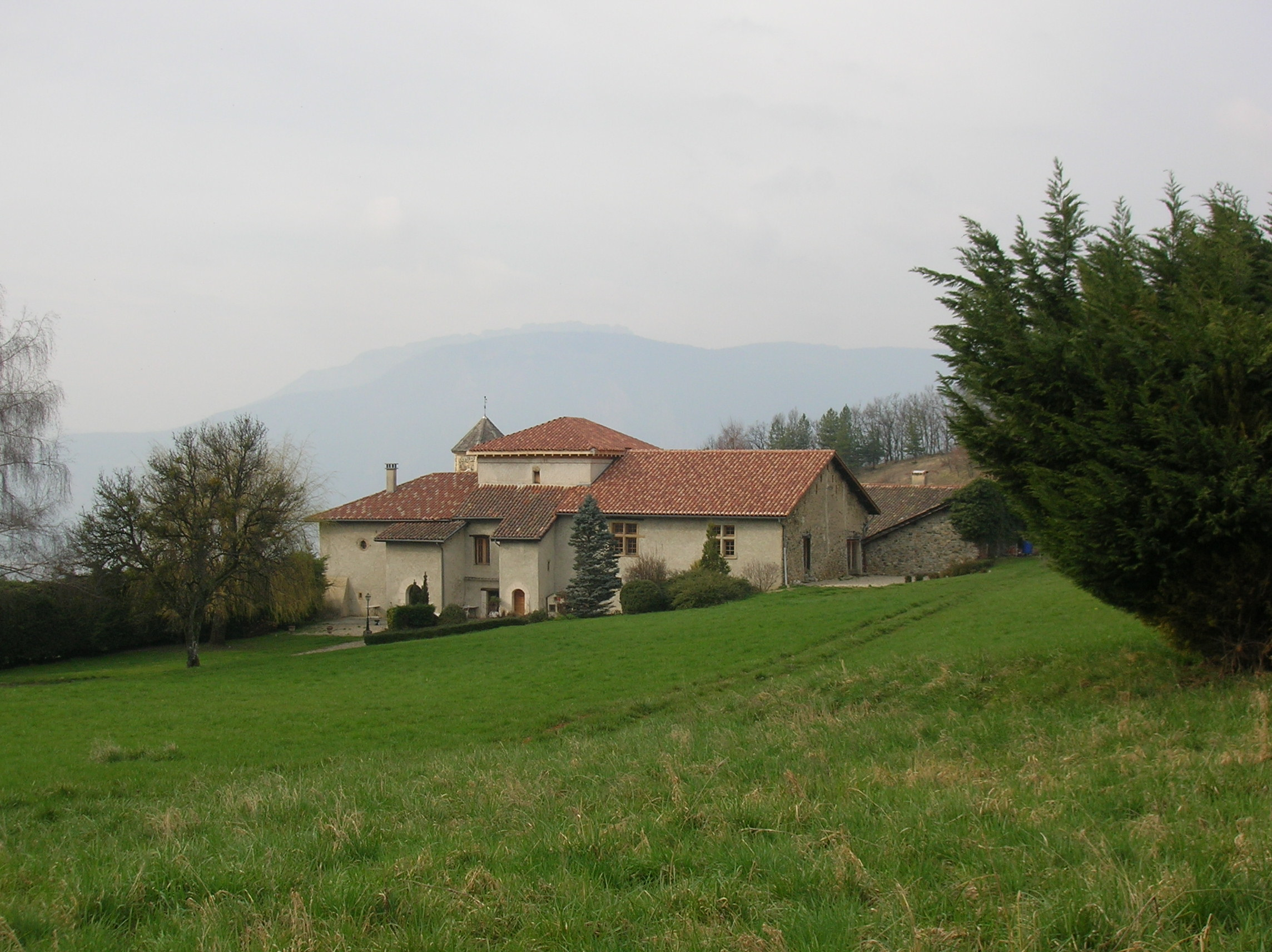
Herrenhaus
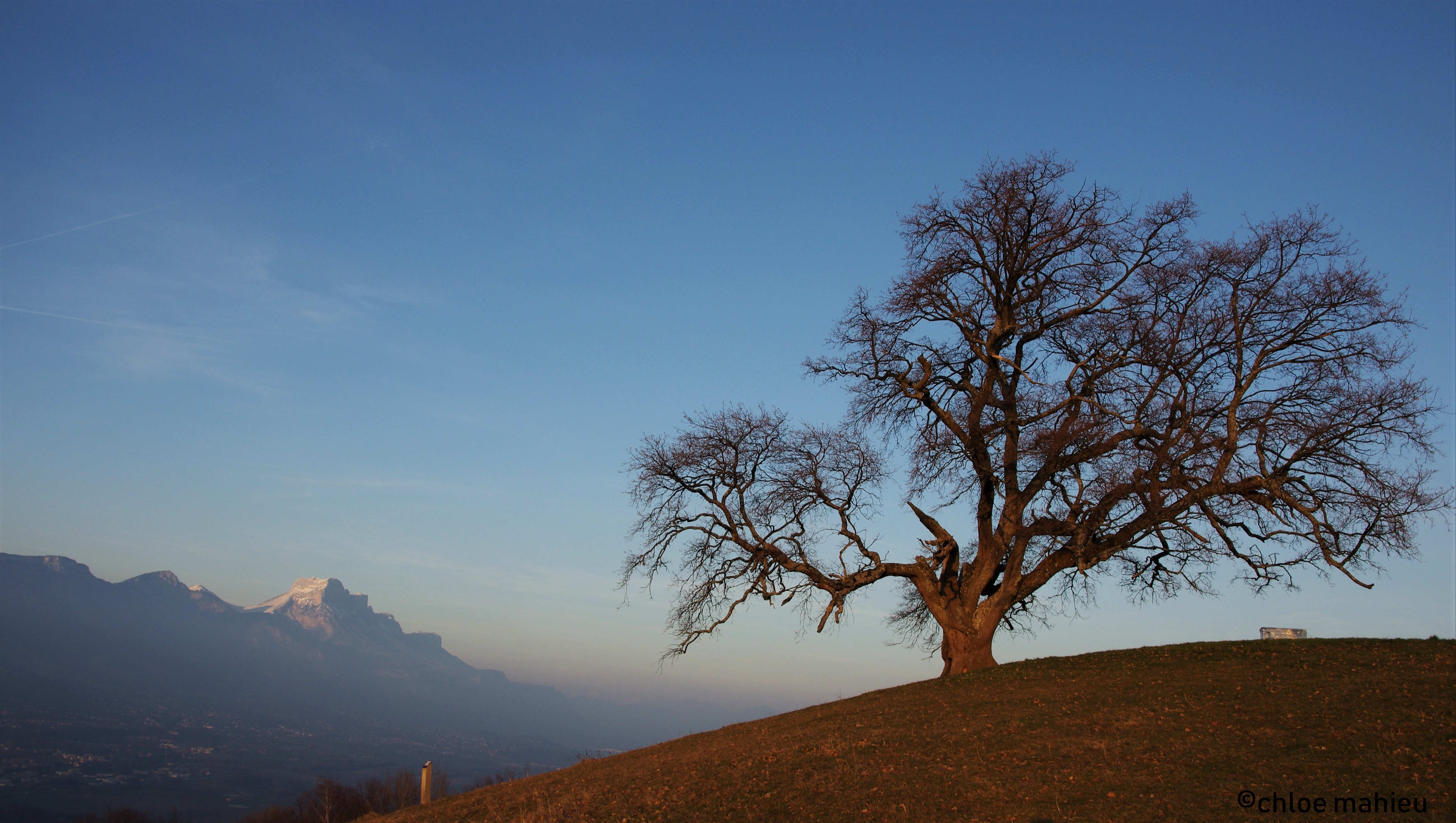
markante alte Eiche

- Kirche Saint-Christophe
- Herrenhaus
- Alte Eiche